# Dryopetalon
Dryopetalon es un género de plantas fanerógamas de la familia Brassicaceae.  Comprende 9 especies descritas y de estas, solo 8 aceptadas.  Se distribuye por NW México, SW Estados Unidos.

## Descripción
Son hierbas anuales o bienales con tricomas simples o ausentes. Tallos simples o poco ramificados. Las hojas basales pecioladas, rosuladas o no, enteras o dentadas a runcinate o pinnatífidas; las caulinarias son pecioladas o las superiores a veces subsésiles, a menudo no auriculadas, enteras o dentadas a pinnatífidas. Las inflorescencias en racimos con muchas flores, ebracteadas, corimbosa, en un principio, pero más tarde congestionado alargado considerablemente en la fruta; raquis recto; pétalos de color blanco o lavanda y púrpura. Frutas dehiscentes silicuas, lineales o raramente linear-oblongas, cilíndricas o latiseptadas, no está inflada. Semillas uniseriadas, ovadas a oblongas, regordetas, sin alas o rara vez estrechamente aladas; la cubierta de la semilla no es mucilaginosa con la humedad. Tiene un número de cromosomas de x = 14, 12, 10.

## Taxonomía
El género fue descrito por Asa Gray  y publicado en Smithsonian Contributions to Knowledge 5(6): 11–12, pl. 11. 1853. La especie tipo es: Dryopetalon runcinatum A.Gray
Etimología
Dryopetalon: nombre genérico que deriva de las palabras del griego antiguo drys = "roble" y petalon = "pétalo", en referencia a la semejanza superficial de la forma de los pétalos a algunas hojas de roble.	

## Especies
A continuación se brinda un listado de las especies del género Dryopetalon aceptadas hasta mayo de 2014, ordenadas alfabéticamente. Para cada una se indica el nombre binomial seguido del autor, abreviado según las convenciones y usos.
- Dryopetalon breedlovei (Rollins) Al-Shehbaz
- Dryopetalon byei (Rollins) Al-Shehbaz
- Dryopetalon crenatum (Brandegee) Rollins
- Dryopetalon membranifolium Rollins
- Dryopetalon palmeri (S.Watson) O.E.Schulz
- Dryopetalon paysonii (Rollins) Al-Shehbaz
- Dryopetalon runcinatum A.Gray
- Dryopetalon viereckii (O.E.Schulz) Al-Shehbaz